# ᱃
Cette page contient des caractères spéciaux ou non latins. S’ils s’affichent mal (▯, ?, etc.), consultez la page d’aide Unicode.
᱃ est un chiffre de l’alphasyllabaire lepcha équivalent au 3 en chiffres arabes.

## Représentations informatiques
| Représentation | Chaînes de caractères | Points de code | Descriptions         |
| -------------- | --------------------- | -------------- | -------------------- |
| ᱃              | ᱃                     | U+1C43         | Chiffre lepcha trois |